# اقتصاد رابین‌هودی
اقتصاد رابین‌هودی روشهایی برای اداره اقتصاد که برای توزیع عادلانه ثروت پس از سرخوردگی و ناتوانی دولت و قشرها مردم از امکان اصلاحات ساختاری به مبارزه با معلول می‌پردازد؛ و ممکن است به بی‌انضباطی‌های مالی-پولی، منجر شود. در این روشها برای توزیع عادلانه درآمد و برقراری عدالت اقتصادی، از روشهای منافی عدالت استفاده می‌شود.

## شاخص رابین‌هودی
در علم اقتصاد، شاخصی به اسم «شاخص رابین هود(Robin Hood Index)» یا «شاخص هوور» وجود دارد که میزان عادلانه بودن توزیع ثروت در یک جامعه را نشان می‌دهد. این شاخص به صورت زیر تعریف می‌شود: «درصدی از درآمد کل جامعه که لازم است مجدداً توزیع گردد یعنی از بخش ثروتمندتر جمعیت گرفته شود و به بخش فقیر داده شود، تا وضعیت برابری کامل در توزیع درآمدی جامعه محقق شود.» این شاخص از صفر شروع می‌شود و به صد ختم می‌شود و هرچه پایین‌تر باشد، نشانه کمتر بودن شکاف طبقانی و عادلانه تر بودن توزیع ثروت است و فی المثل اگر صد باشد، به معنی این است که تمام ثروت یک جامعه در دست یک نفر است.

شاخص رابین هود از روی «منحنی لورنس»، قابل محاسبه است. البته این منحنی برای اقتصاد ایران، منتشر نمی‌شود اما اهل فن، با استفاده از ارقام «ضریب جینی» که موجود است می‌توانند این منحنی را ترسیم کنند و به تبع آن شاخص رابین هود را به دست آورند.

## در آمریکا
باراک اوباما در جریان انتخابات ۲۰۱۲ رقیب جمهوریخواه خود میت رامنی را به «رابین هود» تشبیه نمود و گفت:
سیاست رامنی در مورد مالیات همانند اقدامات رابین هود است با این تفاوت که رابین هود پول را از ثروتمندان می‌گرفت و به فقرا می‌داد اما وی پول را از فقرا می‌گیرد و به ثروتمندان می‌دهد.

## در ایران
برخی از نخبگان از محمود احمدی‌نژاد بعنوان رابین هود نام می‌برند.
صادق زیباکلام در گفتگو با وبسایت خبری تحلیلی فرارو در مورد وی گفت:
از این واقعیت هم نمی‌توانم فرار کنم که تبلیغات برای احمدی‌نژاد در بین قشرهای کم سوادتر و محروم جامعه این تصور را به وجود آورده بود که احمدی‌نژاد رابین هود است و مشغول مبارزه با فساد است. خیلی‌ها هستند که این مسئله را باور کردند و به همین دلیل به وی رای دادند. آدمی که پاک و انقلابی است و کسی است که آمده تا با فساد و بخور بخور و آقازاده‌ها مبارزه کند.
برنار کوشنر، وزیر خارجه فرانسه در توصیف احمدی‌نژاد گفت:
جنبش‌های افراط گرایانه در کشورهای عربی در شخصیت رئیس جمهور احمدی‌نژاد، چگوارا یا رابین هود می‌بینند و مردم عرب نیز وی را «مرد نترس» می‌دانند.